# Битва при Бувіні (1214)
Битва при Бувіні — битва 27 липня 1214 року поблизу міста Бувін у графстві Фландрія між військами французького короля Філіпа II Августа й англо-фламандсько-німецької коаліції, яку очолював імператор Священної Римської імперії Оттон IV. Це була завершальна битва англо-французької війни 1213—1214 років. Оцінки чисельності військ, що брали участь у битві сучасними істориками значно різняться, проте в будь-якому разі менша французька армія на чолі з Філіпом Августом розгромила більшу союзну армію, очолювану імператором Священної Римської імперії Оттоном IV в одній із найвирішальніших середньовічних битв.
На початку 1214 року була зібрана коаліція проти французького короля Філіпа Августа у складі Оттона IV, короля Англії Іоанна Безземельного, графа Фландрії Феррана, графа Булоні Рено, герцога Брабанта Генріха I, графа Голандії Вільгельма I, герцога Лотарінгії Теобальда I та герцога Лімбурга Генріха III. Мета коаліції полягала в тому, щоб повернути назад значні територіальні завоювання, здійснені Філіпом Августом протягом його правління.
Після початкових маневрів наприкінці липня, 27 липня було запропоновано бій біля Бувіна. Довга колона союзників повільно розгорталася в бойовий порядок, залишаючи союзників у невигідному становищі. Чудова дисципліна та підготовка французьких лицарів дозволили їм здійснити серію нищівних нападів, розгромивши фламандських лицарів на лівому крилі союзників. У центрі союзні лицарі та піхота під командуванням Отто досягли початкового успіху, розсіявши французьку міську піхоту та ледь не вбивши Філіпа. Проте контратака французьких лицарів розгромила ізольовану піхоту союзників, і весь центр союзників почав відступати. Отто втік із битви, а його послідовники-рицарі зазнали поразки від французьких лицарів, які потім захопили штандарт імперського орла. Коли центр і ліве крило союзників були розбиті, утрималися лише бійці правого крила під командуванням Рено Булонського та Вільяма де Лонґеспі. До ночі й цей фланг було переможено, розігнано або взято в полон французами. Переслідування не проводилося, оскільки було майже темно.
Нищівна перемога французів розвіяла надії англійців і фламандців повернути втрачені території. Втративши довіру як імператора після битви, Оттон IV був скинутий папою Інокентієм III, що призвело до вступу на імперський престол Фрідріха II. Король Іоанн Безземельний був змушений передати Анжу, давню спадщину анжуйських королів Англії, Філіппу за мирною угодою. Це підтвердило крах Анжуйської імперії. Катастрофа в Бувіні назавжди змінила політичну ситуацію в Англії, оскільки Іоанн був настільки ослаблений, що його незадоволені барони змусили його погодитися на Велику хартію вольностей у 1215 році. Графи Ферран, Рено та Лонґеспі були схоплені та ув'язнені. Баланс сил змінився, папи XIII століття все більше шукали підтримки могутньої Франції. Філіп досяг надзвичайного успіху в розширенні свого королівства і до кінця свого правління, у 1223 році, не тільки заклав основи для ери панування Капетингів у Європі, яка послідувала за пізнім Середньовіччям і відзначила її більшу частину, але й також ті з абсолютизму, які визначили Ancien Régime.

## Опис
Кіннота противників була вишикувана окремими колонами. Піхота (лучники, списоносці) розташовувалась попереду лицарів. До завдання піхоти входило служити живим бруствером для лицарської кінноти. Так, один з загонів армії Оттона виділив кілька сотень піхотинців, що утворили свого роду коло. В ході битви лицарі в міру необхідності ховались у цьому «сховищі» й приводили себе до ладу. Сама битва протікала у формі окремих сутичок загонів і груп лицарів. Жодного загального керівництва не було; імператор і король бились як рядові лицарі. Битва завершилась перемогою французів.